# بيتر هارفي (مغني)
بيتر هارفي (بالإنجليزية: Peter Harvey)‏ هو مغني بريطاني، ولد في 1958.

## وصلات خارجية
- الموقع الرسمي
- بيتر هارفي على موقع ميوزك برينز (الإنجليزية)
- بيتر هارفي على موقع أول ميوزيك (الإنجليزية)
- بيتر هارفي على موقع ديسكوغز (الإنجليزية)